# Timote
Timote é uma localidade do partido de Carlos Tejedor, da Província de Buenos Aires, na Argentina. Possui uma população estimada em 509 habitantes (INDEC 2001).